# Candela (musikgrupp)
Candela är ett dansband från Vejbystrand i Skåne, Sverige, bildat 1984. Bandet har bland annat medverkat i TV-program som Sverige-Sovjet och Bingolotto. Det var som populärast i mitten av 1990-talet och fick en Grammis för "Årets dansband" 1996.

## Biografi
Vid bildandet bestod bandet av  Billy Heil tillsammans med Charlene Sheppard, Olle Jansson, Jan-Ove Nilsson och Pieter Johansson. Heil slutade 1985 och började sjunga med andra dansband. Under första halvan av 1989 återkom Billy Heil till Candela. Sedan 2005 är Maria Knutsson sångerska.
Under första halvan av 1991 tillträdde den då 17-åriga Jenny Öhlund som sångerska. I mitten av 1992 började bandet spela på heltid. Candelas melodi "Dansa med mig" låg på Skånetoppen i 15 veckor under första halvan av 1993. 1993 deltog bandet även i svenska dansbandsmästerskapen. Under andra halvan av 1993 låg Candela återigen på Skånetoppen, denna gång med melodin "När du ser på mig". Denna låg även på Svensktoppen under 18 veckor i början av 1994, och blev då en stor hit som räknas som Candelas genombrottslåt. Senare under 1994 medverkade man även i Bingolotto. Detta ledde också till att referenser till Candela var ett stående inslag i regelbundna sketcher om Bingolotto i radioprogrammet Rally. För 1995 fick bandet en Grammis i kategorin "Årets dansband" för albumet Candelas vita.
I april 1996 meddelade Jenny Öhlund att hon skulle lämna bandet vid årsskiftet 1996-1997, och i september 1996 meddelade hon att hon lämnade bandet för gott, för att istället satsa på en solokarriär inom pop och rock. Hennes sista framträdande som bandets sångerska gjordes på Sundspärlan i december 1996.
Efter att Jenny Öhlund hoppat av lades grunderna till ett mer "rockigt" Candela, och numera utger sig bandet för att spela dansbandspop. Jenny Öhlund efterträddes som sångare av Lena Göransson, som i sin tur år 2000 efterträddes av Lotta Nilsson. 2005 bytte bandet återigen sångare, nu till Maria Knutsson. Candela medverkade i Dansbandskampen 2009.

## Bandmedlemmar

### Gitarr
- 1990–1995 — Antti Johansson
- 1995–1996 — Per-Ola Lindholm
- 1995–2000 — Jonas Sandquist
- 1996–2000 — Lena Göransson
- 2000–2005 — Mikael Dahlkvist
- 2005– — Martin Blad
- 2009– — Magnus Karlsson

### Klaviatur
- 1989–2003 — John Ebbesson
- 2003–2004 Stamatios Karavas
- 2005–2006 — Tommy Jonsson
- 2006 — Lars Johansson

### Saxofon
- 1990–1995 — Antti Johansson
- 1995–1996 — Per-Ola Lindholm
- 1996–2000 — Lena Göransson

### Sång
- 1984–1985 — Charlene Sheppard
- 1985–1986 — Marie Hansen
- 1986–1991 — Maivor Ohlsson
- 1991–1996 — Jenny Öhlund
- 1997 — Helena Eriksson
- 1996–2000 — Lena Göransson
- 2000–2004 — Lotta Nilsson
- 2005– — Maria Knutsson

### Trummor
- 1987–1988 — Martin Sandberg
- 1989–1991 — Frans Ebbesson
- 1992–1998 — Andy Johansson
- 1999–2005 — Martin Sandberg
- 2005 — Mats Bengtsson
- 2006–2009 — Jan-Erik Johansson
- 2009– — Magnus Fransson

### Bas
- 1984–1985 — Billy Heil
- 1986–1988 — Jonas Sandquist
- 1989–1996, 2005 — Billy Heil
- 1997–1999 — Pelle Eldonson
- 1999–2003 — Jerker Brosson
- 2003–2005 — Göran Forsén
- 2005–2006 — Ola Strömberg

## Diskografi

### Album
| Titel              | Släppår |
| ------------------ | ------- |
| Candelas blå       | 1994    |
| Candelas vita      | 1995    |
| Candela Collection | 1996    |
| Blå vind           | 2002    |

## Melodier på Svensktoppen
- När du ser på mig låg på Svensktoppen i 18 veckor, varav fem på första plats. Förstaplaceringen nåddes den 12 februari 1994 och blev bandets definitiva genombrott. Den 28 maj 1994 låg den för sista gången på listan.[4]
- Du finns i mina tankar gick in på Svensktoppen i november 1994 och låg där i 21 veckor och nådde som bäst tredje plats.[4]
- Nätterna med dig gick in på Svensktoppen i maj 1995 och låg där i fem veckor och nådde som bäst sjätte plats.[5]
- Jag önskar mig, skriven av då nya bandmedlemmen Per-Ola Lindholm, gick in på Svensktoppen i november 1995 och låg där i sex veckor och nådde som bäst tredje plats.[5]
- Malmö-Köpenhamn gick in på Svensktoppen i januari 1996 och låg där i tre veckor och nådde som bäst sjätte plats.[6]
- Minnet av dig gick in på Svensktoppen i januari 2002 och låg där i fem veckor och nådde som bäst sjunde plats.
- Blå vind gick in på Svensktoppen i juni 2002 och låg där i två veckor och nådde som bäst sjunde plats

### Missade Listan
- "Säg har du glömt" – 1997
- "Inom mig" – 2002